# Prometheus
Prometheus (укр. Прометеус) — український громадський проєкт масових відкритих онлайн-курсів, запущений 2014 року. Головною метою проєкту є безкоштовне надання онлайн-доступу до курсів університетського рівня всім бажаючим, а також надання можливості публікувати та розповсюджувати такі курси провідним викладачам, університетам та компаніям.
Крім того, Prometheus надає доступ до онлайн-курсів підготовки до зовнішнього незалежного оцінювання (ЗНО).
Організація є учасницею коаліції Реанімаційний пакет реформ.

## Історія
15 жовтня 2014 року було відкрито реєстрацію на перші чотири онлайн-курси проєкту, що були підготовлені викладачами трьох відомих українських університетів: КНУ імені Тараса Шевченка, КПІ та Києво-Могилянської академії.
За перші 6 місяців з моменту старту проєкту на вебсайті вже було зареєстровано більше 70 тисяч користувачів, для яких було доступно 20 курсів.